# Classic Brugge-De Panne 2021
De Belgische wielerwedstrijd Classic Brugge-De Panne werd in 2021 voor de mannen gehouden op woensdag 24 maart en voor de vrouwen op donderdag 25 maart. De start van de onder de naam OxyClean Classic Brugge-De Panne verreden koers was in Brugge en de finish in De Panne.

## Mannen
De 45e editie voor de mannen werd over 203,9 kilometer verreden als onderdeel van de UCI World Tour 2021. De Belg Yves Lampaert, winnaar in 2020 en deze editie geen deelnemer, werd op de erelijst opgevolgd door de Ier Sam Bennett.

### Uitslag
| Plaats  | Naam                  | Ploeg                      | Tijd     |
| ------- | --------------------- | -------------------------- | -------- |
| Winnaar | Sam Bennett           | Deceuninck–Quick-Step      | 4u27'40" |
| 2       | Jasper Philipsen      | Alpecin-Fenix              | z.t.     |
| 3       | Pascal Ackermann      | BORA-hansgrohe             | z.t.     |
| 4       | Giacomo Nizzolo       | Team Qhubeka-ASSOS         | z.t.     |
| 5       | Timothy Dupont        | Bingoal-Wallonie Bruxelles | z.t.     |
| 6       | Hugo Hofstetter       | Israel Start-Up Nation     | z.t.     |
| 7       | Cees Bol              | Team DSM                   | z.t.     |
| 8       | Michael Mørkøv        | Deceuninck–Quick-Step      | z.t.     |
| 9       | Elia Viviani          | Cofidis                    | z.t.     |
| 10      | Stanisław Aniołkowski | Bingoal-Wallonie Bruxelles | z.t.     |

## Vrouwen
De vierde editie voor de vrouwen werd over 158,8 kilometer verreden als onderdeel van de UCI Women's World Tour 2021. De Nederlandse Lorena Wiebes, winnaar in 2020 en deze editie dertiende in de uitslag, werd op de erelijst opgevolgd door de Australische Grace Brown.

### Deelnemende ploegen
De rensters van Cogeas-Mettler gingen niet van start vanwege coronabesmettingen binnen de gelederen van de ploeg.
| World-Tourteams | UCI-teams | UCI-teams |
| --- | --- | --- |
| Alé BTC Ljubljana Canyon-SRAM FDJ Nouvelle-Aquitaine Futuroscope Liv Racing Movistar Team Team BikeExchange Team DSM Team SD Worx Trek-Segafredo | A.R. Monex Bingoal Casino-Chevalmeire Ceratizit-WNT Ciclismo Mundial Cogeas-Mettler Doltcini-Van Eyck Sport Drops-Le Col s/b TEMPUR Lotto Soudal Ladies Multum Accountants-LSK | NXTG Racing Parkhotel Valkenburg Team Coop-Hitec Products Team Rupelcleaning-Champion Lubricants Top Girls Fassa Bortolo Valcar-Travel & Service |

### Uitslag
| Plaats  | Naam           | Ploeg                   | tijd     |
| ------- | -------------- | ----------------------- | -------- |
| Winnaar | Grace Brown    | Team BikeExchange       | 4u03'17" |
| 2       | Emma Norsgaard | Movistar Team           | + 7"     |
| 3       | Jolien D'Hoore | Team SD Worx            | z.t.     |
| 4       | Lotte Kopecky  | Liv Racing              | z.t.     |
| 5       | Elisa Balsamo  | Valcar-Travel & Service | z.t.     |
| 6       | Kirsten Wild   | Ceratizit-WNT           | z.t.     |
| 7       | Chloe Hosking  | Trek-Segafredo          | z.t.     |
| 8       | Alice Barnes   | Canyon-SRAM             | z.t.     |
| 9       | Amy Pieters    | Team SD Worx            | z.t.     |
| 10      | Julie Leth     | Ceratizit-WNT           | z.t.     |

1977 · 1978 · 1979 · 1980 · 1981 · 1982 · 1983 · 1984 · 1985 · 1986 · 1987 · 1988 · 1989 · 1990 · 1991 · 1992 · 1993 · 1994 · 1995 · 1996 · 1997 · 1998 · 1999 · 2000 · 2001 · 2002 · 2003 · 2003 · 2004 · 2005 · 2006 · 2007 · 2008 · 2009 · 2010 · 2011 · 2012 · 2013 · 2014 · 2015 · 2016 · 2017 · 2018 · 2019 · 2020 · 2021 · 2022 · 2023 · 2024

Lijst van beklimmingen
Ronde van de Verenigde Arabische Emiraten ·
Omloop Het Nieuwsblad ·
Strade Bianche ·
Parijs-Nice · 
Tirreno-Adriatico · 
Milaan-San Remo ·
Ronde van Catalonië ·
Driedaagse Brugge-De Panne ·
E3 Saxo Bank Classic ·
Gent-Wevelgem ·
Dwars door Vlaanderen ·
Ronde van Vlaanderen ·
Ronde van het Baskenland ·
Amstel Gold Race ·
Waalse Pijl ·
Luik-Bastenaken-Luik ·
Ronde van Romandië ·
Ronde van Italië ·
Critérium du Dauphiné ·
Ronde van Zwitserland ·
Ronde van Frankrijk ·
Clásica San Sebastián ·
Ronde van Polen ·
Bretagne Classic ·
Benelux Tour ·
Ronde van Spanje ·
Eschborn-Frankfurt ·
Parijs-Roubaix ·
Ronde van Lombardije
Afgelaste wedstrijden: Tour Down Under · Great Ocean Road Race · EuroEyes Cyclassics · GP van Quebec · GP van Montreal · Ronde van Guangxi
Strade Bianche ·
Trofeo Alfredo Binda-Comune di Cittiglio ·
Driedaagse Brugge-De Panne ·
Gent-Wevelgem ·
Ronde van Vlaanderen ·
Amstel Gold Race ·
Waalse Pijl ·
Luik-Bastenaken-Luik ·
Ronde van Burgos ·
La Course by Le Tour de France ·
Clásica San Sebastián ·
Ronde van Noorwegen ·
Simac Ladies Tour ·
GP de Plouay-Bretagne ·
Ceratizit Challenge by La Vuelta ·
Parijs-Roubaix ·
The Women's Tour ·
Ronde van Drenthe
Afgelaste wedstrijden: Cadel Evans Great Ocean Road Race · RideLondon Classic · Postnord Vårgårda WestSweden · Ronde van Chongming · Ronde van Guangxi